# Шпис, Кассиан

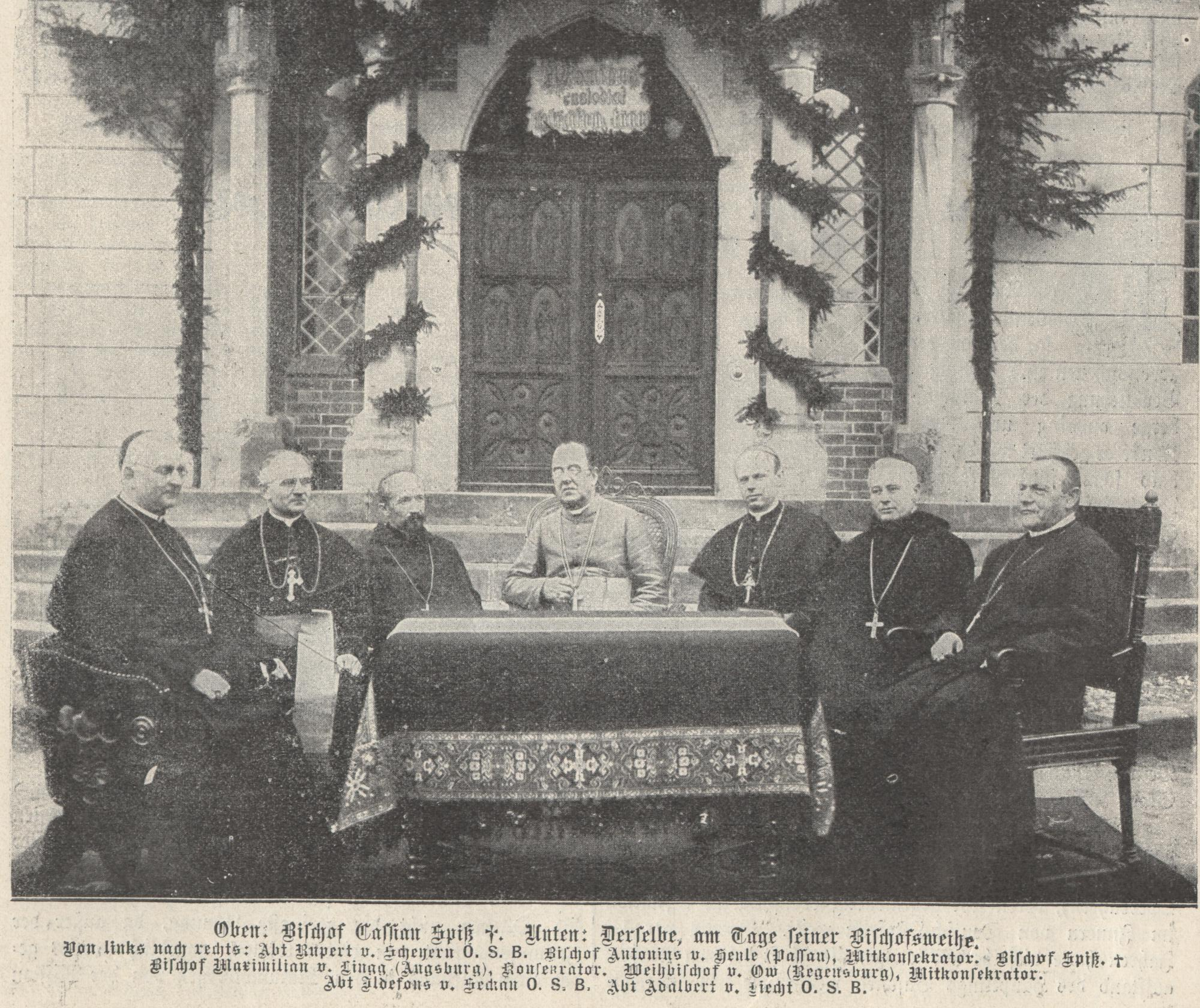
Кассиан Шпис третий слева

Кассиан Шпис, мирское имя — Франц Антон (нем. Cassian Spiß, 9 января 1866 года, Санкт-Антон-ам-Арльберг, Австро-Венгрия — 14 марта 1905 года, Микукуюмбу, современная Танзания) — католический прелат и миссионер, апостольский викарий Занзибара с 17 сентября 1902 года по 14 марта 1905 года. Член монашеского ордена бенедиктинцев.

## Биография
Родился в 1897 году в австрийском городе Санкт-Антон-ам-Арльберг. С 1877 по 1885 года обучался в гимназии Vinzentinum в Брессаноне. Затем изучал богословие в семинарии в том же городе. 24 апреля 1889 года был рукоположён в священники. Служил капелланом в Зельрайне, Умхаузене и Ленгенфельде. Потом вступил в бенедиктинский монастырь святой Одилии Эльзасской в районе Ландсберг-ам-Лех. 15 августа 1892 года принёс монашеские обеты, взяв себе имя Кассиан.
30 июля 1893 года отправился на миссию в Германскую Восточную Африку. В 1898 году вместе со своим монахом-собратом основал католическую миссию Перамихо на юго-западе германской колонии. Позднее эта миссия стала крупнейшим существующим до сих пор бенедиктинским монастырём в Танзании. Занимался выкупом детей на рабовладельческих рынках на побережье Танзании. Выкупил около 80 детей-сирот. В 1895 году возвратился в Европу и до 1897 года был супериором одного из бенедиктинских монастырей в Австрии.
17 сентября 1902 года римский папа Лев XIII назначил его апостольским викарием Южного Зангебара и титулярным епископом Острасины. 16 февраля 1902 года в монастыре святой Одилии Эльзасской состоялось его рукоположение в епископы, которое совершил епископ Аугсбурга Максимилиан фон Линг в сослужении с епископом Пассау Францем Антоном фон Генле и титулярным епископом Аретузы Сигизмундом Феликсом фон Ов-Феллдорфом.
Возвратившись на миссию в Танзанию, изучал африканские языки  в районе миссии Перамихо. Основал несколько школ и миссионерских станций. В 1900 году опубликовал первую грамматику языков Kingoni и Kisutu. 
14 марта 1905 года был убит во время антиколониального восстания Маджи-Маджи около селения Микукуюмбу вместе с двумя монахами и двумя монахинями из бенедиктинского ордена. Через несколько месяцев его останки были собраны и захоронены в соборе Святого Иосифа в Дар-эс-Саламе.